# 鳳凰杯オープントーナメント戦
鳳凰杯オープントーナメント戦（ほうおうはいオープントーナメントせん）は、日本の囲碁の棋戦。2000年（平成12年）開始。プロ、アマチュア、国籍に関わらず参加できる。アマチュア高段者の活性化を目指すという目的で創設された。2007年第8回で終了。非公式戦。
- 主催 日本囲碁連盟
- 優勝賞金 (第1回)50万円、(第2回以降)100万円

## 方式
- トーナメント戦で行う。第3回からは全国予選で出場者を決定。
- 手合割は互先。コミは6目半。
- 持時間は各1時間。

## 概況
第1回は、大矢浩一と山田拓自の二人のプロが参加し、山田を破ったアマの鮫島一郎と、大矢浩一が決勝を争った。第2回は、プロは大矢浩一、潘善琪、山田拓自が参加、当時アマチュアで、関西棋院のプロ試験中の坂井秀至が、潘、大矢、決勝で中国の元プロ楊橋を破って優勝。
第3回は、プロは小林覚、大矢浩一、加藤充志、信田成仁、鳴沢泰一、潘善琪、山田拓自、瀬戸大樹、坂井秀至、黒滝正憲、孔礼文、青葉かおり、黄奕昀、中国のプロ李青海が参加、小林が坂井との決勝戦に勝って優勝。第4回決勝は同じ顔ぶれで、坂井が小林に勝って優勝。第5回は韓国のアマチュア、洪マルグンセムが決勝で坂井を破り、外国選手として初の優勝。
第6回は中国のプロ邱峻が出場、首藤瞬、謝依旻、加藤充志らを破って優勝。ベストアマ賞は、河英一、信田成仁を破った宇田川光一。3位の謝がベスト女流賞。第7回は邱峻が2連覇。第8回は初出場の結城聡がM.レドモンドを下して優勝、小西和子が4位に入った。

## 歴代優勝者と決勝戦
（左が優勝者）
1. 2000年 大矢浩一 - 鮫島一郎
2. 2001年 坂井秀至 - 楊橋
3. 2002年 小林覚 - 坂井秀至
4. 2003年 坂井秀至 - 小林覚
5. 2004年 洪マルグンセム - 坂井秀至
6. 2005年 邱峻 - 加藤充志
7. 2006年 邱峻 - 坂井秀至
8. 2007年 結城聡 - M.レドモンド